# Lápi tejelőgomba
A lápi tejelőgomba (Lactarius tabidus) a galambgombafélék családjába tartozó, Európában és Észak-Amerikában honos, lápos talajú erdőkben nyír alatt élő, nem ehető gombafaj.

## Megjelenése
A lápi tejelőgomba kalapja 2-5 cm széles, alakja kezdetben domború, de hamar kiterül, kissé tölcséresedik, közepén kis púpocska lehet. Színe egységesen sárgásbarna, húsnarancs, húsvöröses, nem zónázott. Felülete nedvesen kissé ragadós, fiatalon sima, idősen sugarasan ráncolt lehet. Széle néha szabálytalan, gyakran röviden bordás.
Húsa vékony, törékeny. Színe halvány krémszínű vagy rózsaszínes, széle felé sötétebb. Sérülésre fehér tejnedvet ereszt, amely lassan megsárgul. Íze kissé keserű vagy csípős, szaga nem jellegzetes.   
Sűrű lemezei kissé lefutók vagy tönkhöz nőttek, féllemezek előfordulnak. Színük a krémszínűtől a lazacszínűig terjed.
Tönkje 2-6 cm magas és 0,5-1 cm vastag. Alakja hengeres, belül üregesedő, törékeny. Színe a kalapéhoz hasonlít, a csúcsán világosabb, idősen a töve felől sötétedik. 
Spórapora halvány krémszínű, némi lazacrózsaszín árnyalattal. Spórája elliptikus, felülete izoláltan tüskés-bibircses, mérete 7,5-9 x 6-7 µm.

### Hasonló fajok
Az égerfa-tejelőgomba égerfa, a korai tejelőgomba tölgy alatt terem.

## Elterjedése és termőhelye
Európában és Észak-Amerikában honos. Magyarországon ritka. 
Nedves-láposa talajú erdőkben főleg nyír, esetleg lucfenyő alatt nő. Júniustól októberig terem. 
Nem mérgező, de kesernyés íze miatt fogyasztásra nem alkalmas.  

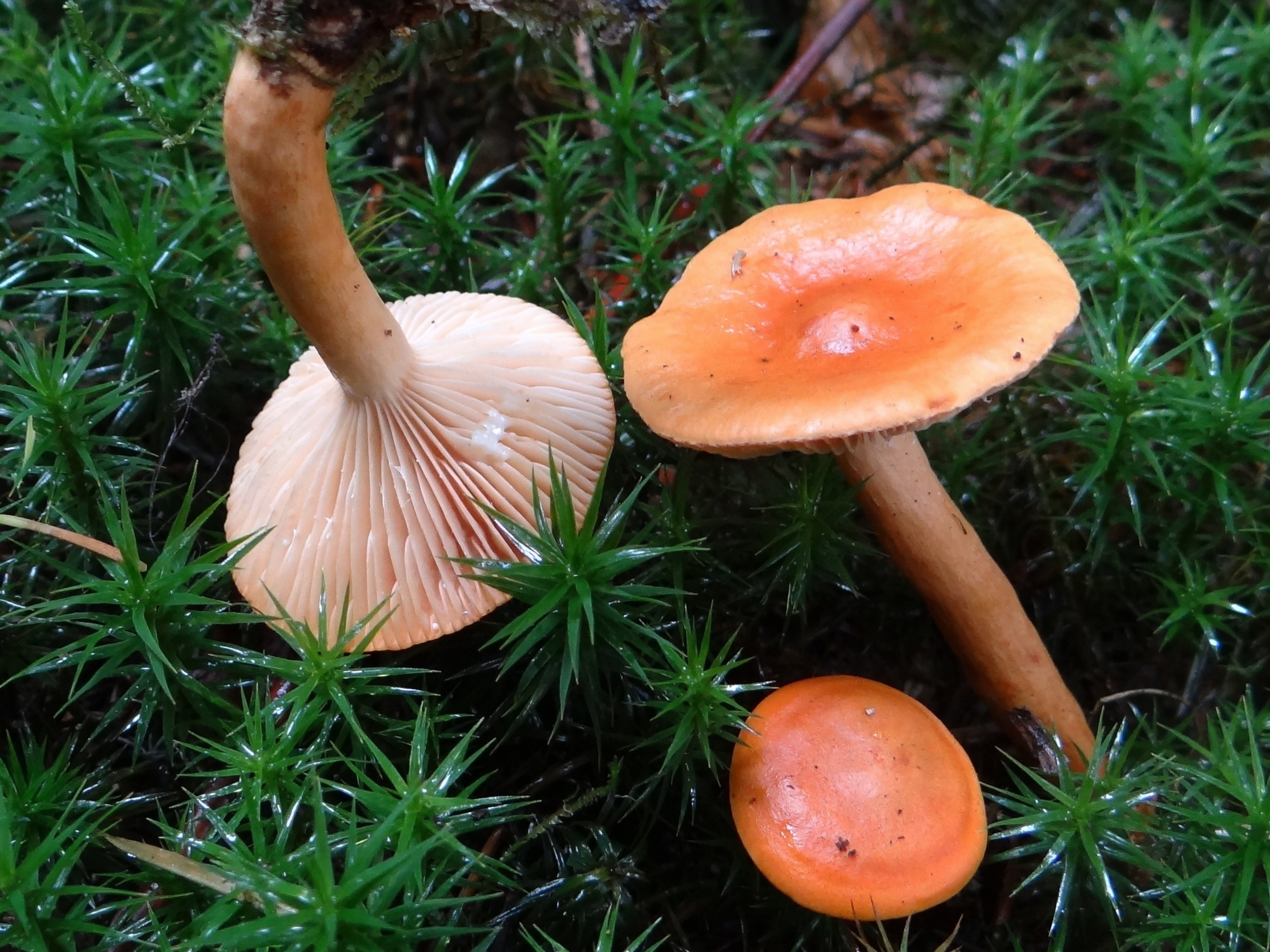
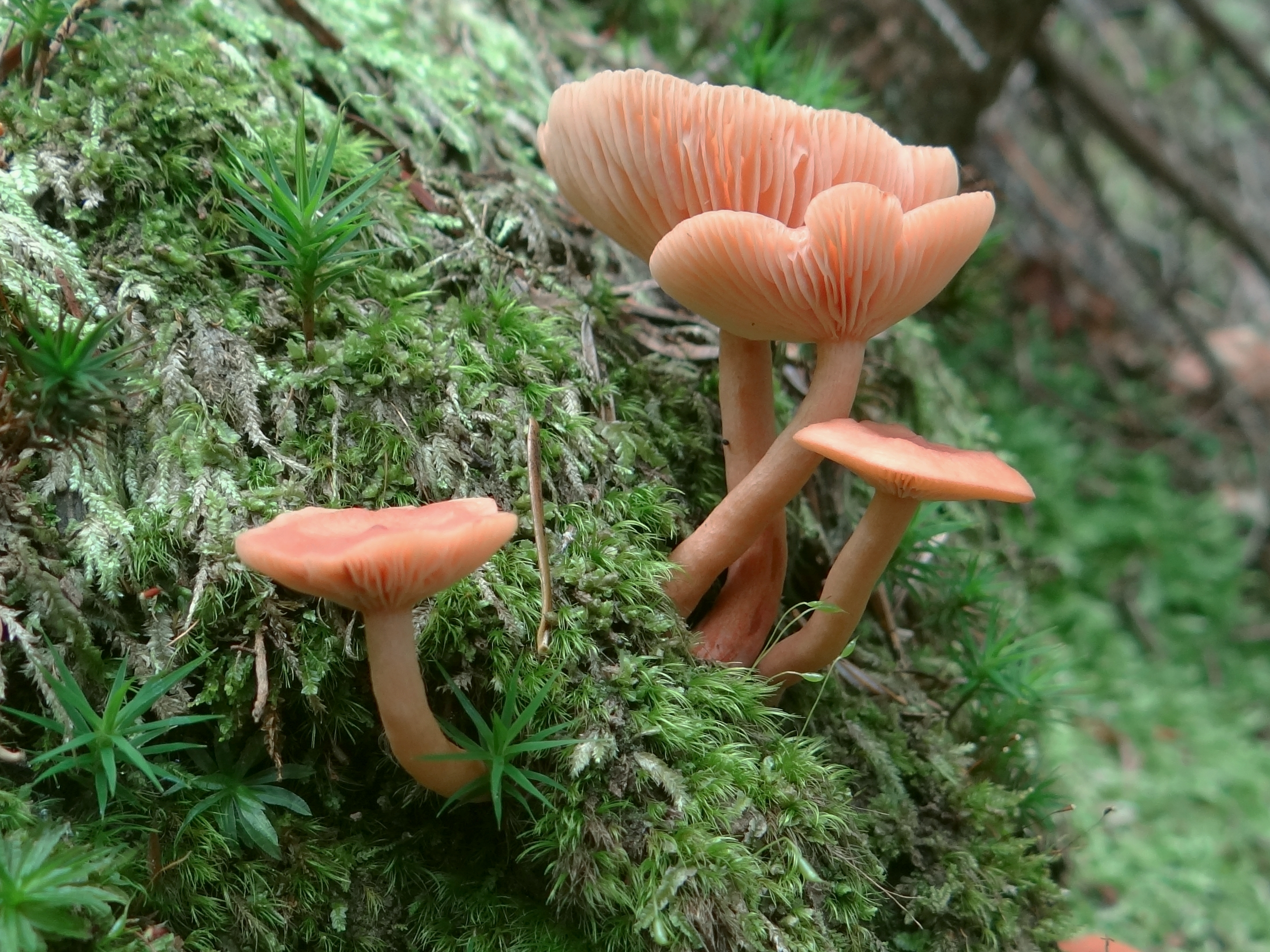
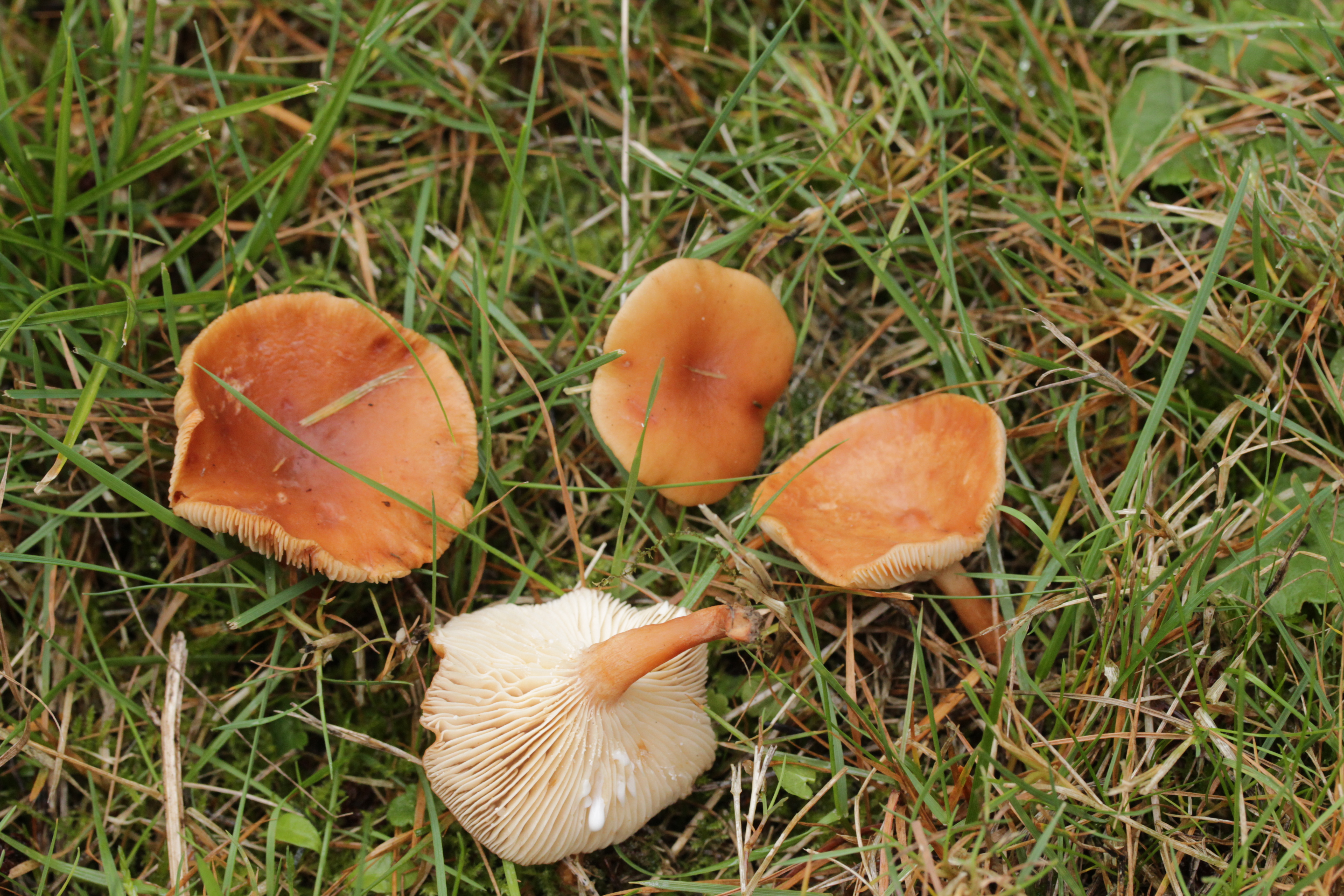
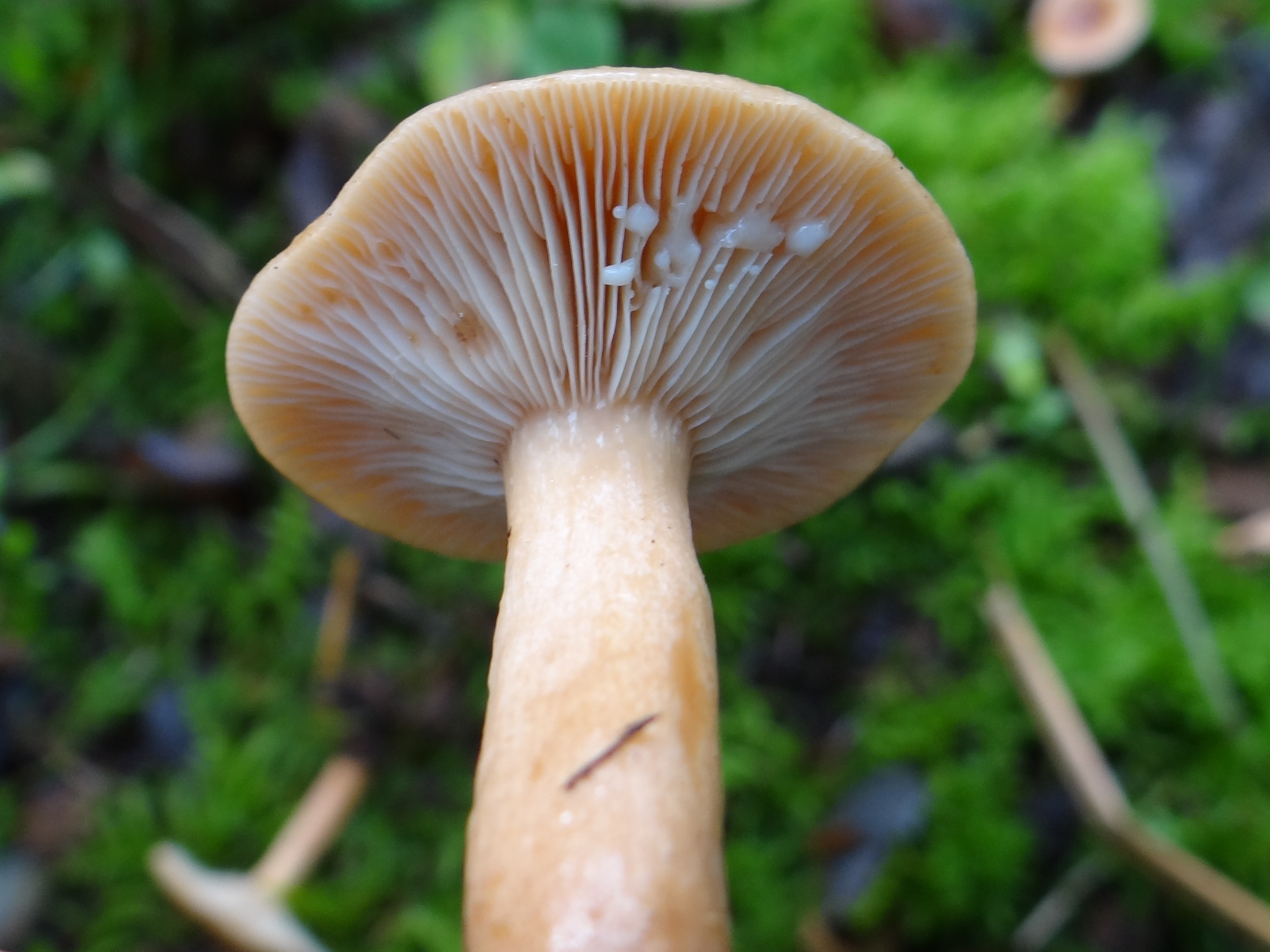